# Stefan Löfgren (konstnär)
Stefan Birger Helge Löfgren, född 30 september 1956 i Kalmar, är en svensk pilot, konstnär och freelancejournalist.
Efter uppväxten i Kalmar genomgick Löfgren Kungliga Krigsflygskolans flygledarlinje i Ljungbyhed (1975-1976) och Sturup (1976-1978) och placerades efter examen på Robotförsöksplats Norrland (RFN) i Vidsel. Han genomgick 1981-1982 reservofficerskurs i Svenska flygvapnet. 

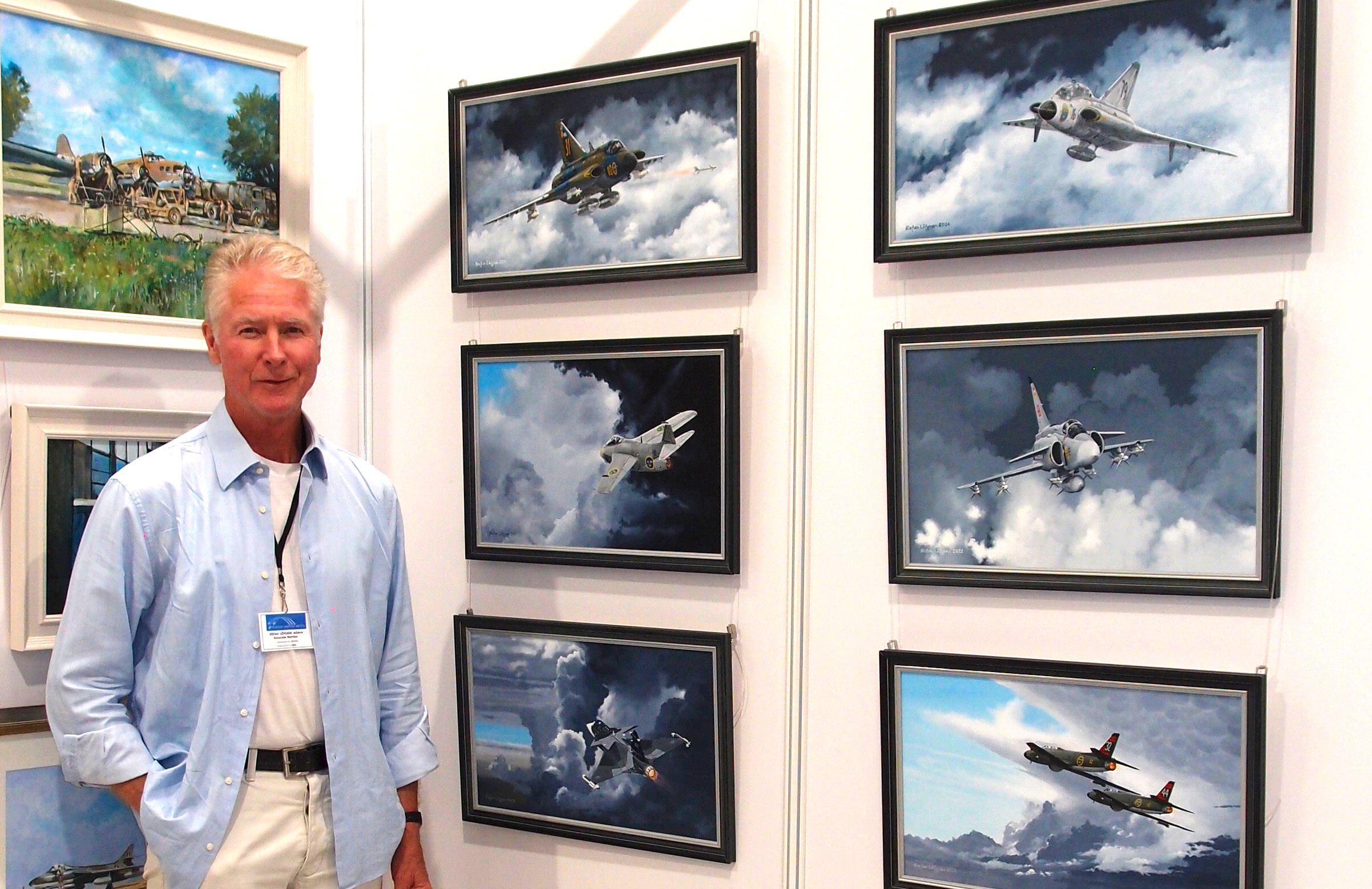
Stefan Löfgren vid "The Guild of Aviation Artist annual exhibition" 2024.

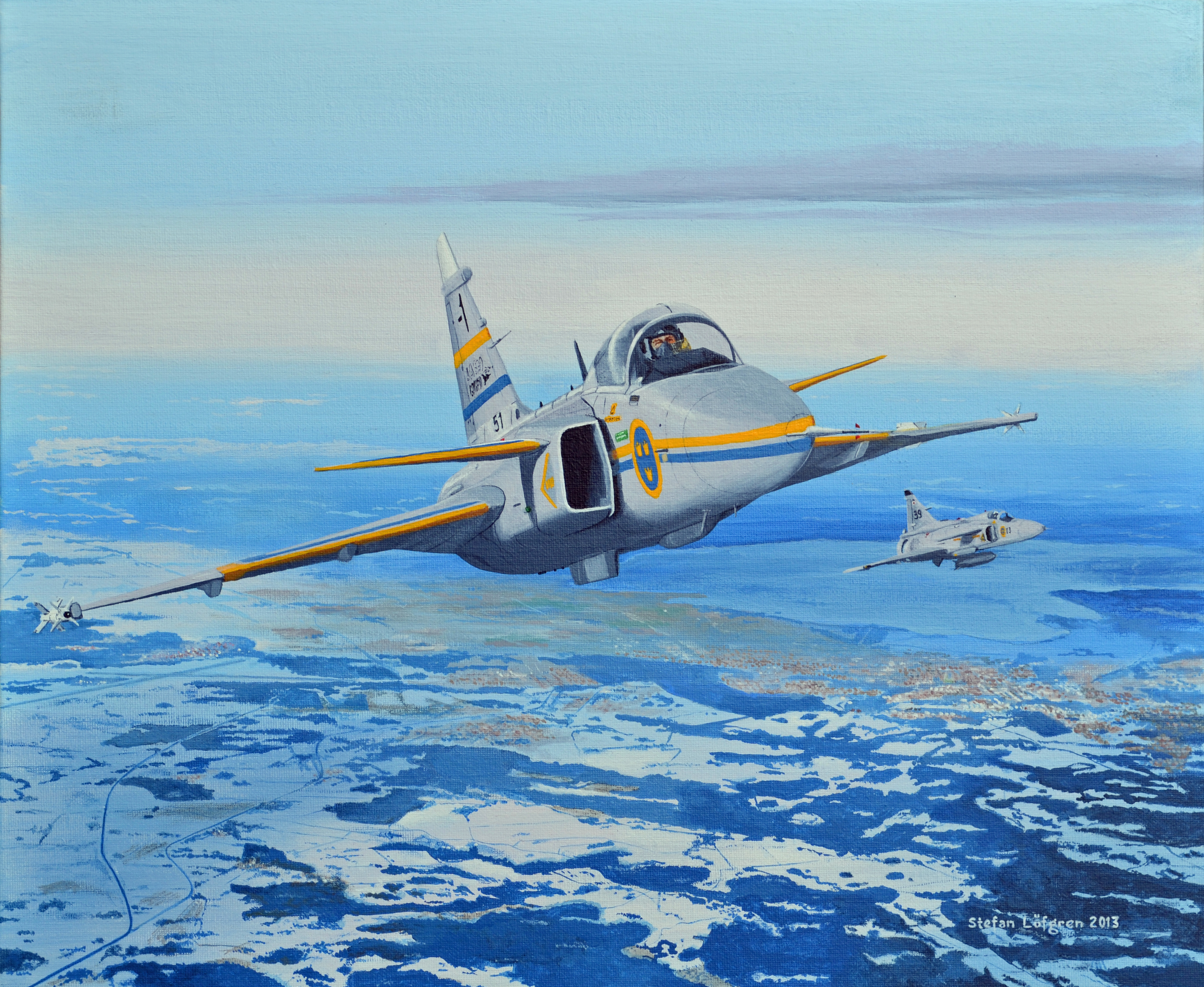
"Gripen first flight 1988". Tavlan fick utmärkelsen "Highly Commended" till priset "The Messier-Dowty Trophy" vid GAvA årliga utställning 2013.

På Kungliga Bråvalla Flygflottilj F13 i Norrköping tjänstgjorde Löfgren mellan 1978 och 1986 som flygledare vid Östgöta Kontrollcentral (ÖKC). Under denna period genomgick Löfgren trafikflygarutbildning i USA för att 1986 antas som flygstyrman i Linjeflyg (LIN). Löfgren lämnade LIN två år senare och flög därefter under tjugonio år, till 2017, för Scandinavian Airlines System (SAS). Löfgren har en samlad flygtid som överstiger 18.000 flygtimmar, fördelade på bland andra Fokker F28, McDonnell Douglas DC-9 och DC-10, MD-80 och Boeing 737 NG.

## Konstnärskap
Löfgren är autodidakt konstnär och illustratör med specialinriktning på flyg och tillhör sedan 2008 det brittiska flygkonstnärssällskapet The Guild of Aviation Artists (GAvA) som Associate member (AGAvA). Han har deltagit vid utställningar i England vid ett flertal tillfällen och hans verk finns hängda på bland annat US Embassy i Stockholm och på Blekinge Flygflottilj F17 i Ronneby. Löfgrens verk har funnit kunder i Sverige, England, Portugal och Kanada.

## Flygjournalistik
Sedan 1990 är Löfgren återkommande illustratör och gästskribent vid tidningen Flygrevyn och anlitas som freelance-reporter/testpilot av ytterligare ett antal europeiska flygtidningar. Dessa publicerar regelbundet hans artiklar, som rubriceras som "Pilot reports". Löfgren har flugit fler än etthundra flygplanstyper, varav ett sextiotal finns beskrivna i Pilot reports.